# Eiskunstlauf-Weltmeisterschaften 2024
Die 113. Eiskunstlauf-Weltmeisterschaften fanden vom 18. bis zum 24. März 2024 in der kanadischen Millionenstadt Montreal statt. Anfang Juni 2021 vergab die Internationale Eislaufunion (ISU) die Weltmeisterschaften an Montreal. Montreal war als Austragungsort der Weltmeisterschaften 2020 vorgesehen, doch die Weltmeisterschaften musste aufgrund der COVID-19-Pandemie abgesagt werden. Montreal war nach den Weltmeisterschaften 1932 zum zweiten Mal Schauplatz der Eiskunstlauf-Weltmeisterschaften. Als Veranstaltungsort diente die Mehrzweckarena Centre Bell.

## Bilanz

### Medaillenspiegel
| Platz | Land               | Gold | Silber | Bronze | Gesamt |
| ----- | ------------------ | ---- | ------ | ------ | ------ |
| 1     | Vereinigte Staaten | 2    | 1      | 0      | 3      |
| 2     | Japan              | 1    | 2      | 0      | 3      |
| 3     | Kanada             | 1    | 1      | 0      | 2      |
| 4     | Deutschland        | 0    | 0      | 1      | 1      |
| 4     | Frankreich         | 0    | 0      | 1      | 1      |
| 4     | Italien            | 0    | 0      | 1      | 1      |
| 4     | Südkorea           | 0    | 0      | 1      | 1      |

### Medaillengewinner
| Konkurrenz | Gold                                     | Silber                      | Bronze                                 |
| ---------- | ---------------------------------------- | --------------------------- | -------------------------------------- |
| Herren     | Ilia Malinin                             | Yūma Kagiyama               | Adam Siao Him Fa                       |
| Damen      | Kaori Sakamoto                           | Isabeau Levito              | Kim Chae-yeon                          |
| Paarlauf   | Deanna Stellato-Dudek / Maxime Deschamps | Riku Miura / Ryūichi Kihara | Minerva Fabienne Hase / Nikita Wolodin |
| Eistanz    | Madison Chock / Evan Bates               | Piper Gilles / Paul Poirier | Charlène Guignard / Marco Fabbri       |

## Ergebnisse

### Herren
| Platz                          | Sportler                     | Land                   | Gesamt | KP     | KP | Kür    | Kür |
| ------------------------------ | ---------------------------- | ---------------------- | ------ | ------ | -- | ------ | --- |
| 1                              | Ilia Malinin                 | Vereinigte Staaten     | 333,76 | 105,97 | 3  | 227,79 | 1   |
| 2                              | Yūma Kagiyama                | Japan                  | 309,65 | 106,35 | 2  | 203,30 | 3   |
| 3                              | Adam Siao Him Fa             | Frankreich             | 284,39 | 77,49  | 19 | 206,90 | 2   |
| 4                              | Shoma Uno                    | Japan                  | 280,85 | 107,72 | 1  | 173,13 | 6   |
| 5                              | Jason Brown                  | Vereinigte Staaten     | 274,33 | 93,87  | 4  | 180,46 | 5   |
| 6                              | Lukas Britschgi              | Schweiz                | 274,09 | 93,41  | 5  | 180,68 | 4   |
| 7                              | Deniss Vasiļjevs             | Lettland               | 257,80 | 89,42  | 8  | 168,38 | 8   |
| 8                              | Kao Miura                    | Japan                  | 254,72 | 85,00  | 10 | 169,72 | 7   |
| 9                              | Nikolaj Memola               | Italien                | 253,12 | 93,10  | 6  | 160,02 | 12  |
| 10                             | Cha Jun-hwan                 | Südkorea               | 249,65 | 88,21  | 9  | 161,44 | 11  |
| 11                             | Aleksandr Selevko            | Estland                | 247,57 | 84,08  | 12 | 163,49 | 9   |
| 12                             | Mark Gorodnitsky             | Israel                 | 243,25 | 80,49  | 14 | 162,76 | 10  |
| 13                             | Nika Egadse                  | Georgien               | 241,55 | 92,08  | 7  | 149,47 | 15  |
| 14                             | Michail Schaidorow           | Kasachstan             | 234,19 | 80,02  | 16 | 154,17 | 13  |
| 15                             | Donovan Carrillo             | Mexiko                 | 232,67 | 80,19  | 15 | 152,48 | 14  |
| 16                             | Gabriele Frangipani          | Italien                | 231,38 | 82,63  | 13 | 148,75 | 17  |
| 17                             | Wesley Chiu                  | Kanada                 | 227,21 | 78,00  | 18 | 149,21 | 16  |
| 18                             | Kim Hyun-gyeom               | Südkorea               | 222,79 | 74,89  | 21 | 147,90 | 18  |
| 19                             | Roman Sadovsky               | Kanada                 | 221,57 | 84,28  | 11 | 137,29 | 22  |
| 20                             | Camden Pulkinen              | Vereinigte Staaten     | 219,86 | 78,85  | 17 | 141,01 | 20  |
| 21                             | Luc Economides               | Frankreich             | 217,10 | 74,02  | 22 | 143,08 | 19  |
| 22                             | Semjon Daniljanz             | Armenien               | 213,99 | 73,46  | 23 | 140,53 | 21  |
| 23                             | Andreas Nordebäck            | Schweden               | 211,45 | 76,20  | 20 | 135,25 | 23  |
| 24                             | Lee Si-hyeong                | Südkorea               | 207,59 | 73,23  | 24 | 134,36 | 24  |
| Nicht für die Kür qualifiziert |                              |                        |        |        |    |        |     |
| 25                             | Vladimir Litvintsev          | Aserbaidschan          | 72,16  | 72,16  | 25 | —      | —   |
| 26                             | Davide Lewton Brain          | Monaco                 | 71,58  | 71,58  | 26 | —      | —   |
| 27                             | Maurizio Zandron             | Österreich             | 69,59  | 69,59  | 27 | —      | —   |
| 28                             | Tomàs-Llorenç Guarino Sabaté | Spanien                | 68,35  | 68,35  | 28 | —      | —   |
| 29                             | Jari Kessler                 | Kroatien               | 68,32  | 68,32  | 29 | —      | —   |
| 30                             | Burak Demirboğa              | Türkei                 | 68,18  | 68,18  | 30 | —      | —   |
| 31                             | Władimir Samojłow            | Polen                  | 67,81  | 67,81  | 31 | —      | —   |
| 32                             | Nikita Starostin             | Deutschland            | 67,34  | 67,34  | 32 | —      | —   |
| 33                             | Iwan Schmuratko              | Ukraine                | 66,90  | 66,90  | 33 | —      | —   |
| 34                             | Valtter Virtanen             | Finnland               | 66,55  | 66,55  | 34 | —      | —   |
| 35                             | Adam Hagara                  | Slowakei               | 65,37  | 65,37  | 35 | —      | —   |
| 36                             | Georgii Reshtenko            | Tschechien             | 65,35  | 65,35  | 36 | —      | —   |
| 37                             | Aleksandar Slatkow           | Bulgarien              | 64,77  | 64,77  | 37 | —      | —   |
| 38                             | Edward Appleby               | Vereinigtes Königreich | 59,51  | 59,51  | 38 | —      | —   |
| 39                             | Jin Boyang                   | Volksrepublik China    | 58,53  | 58,53  | 39 | —      | —   |
| 40                             | Aleksandr Vlasenko           | Ungarn                 | 51,50  | 51,50  | 40 | —      | —   |

### Damen
| Platz                          | Sportlerin           | Land                   | Gesamt | KP    | KP | Kür    | Kür |
| ------------------------------ | -------------------- | ---------------------- | ------ | ----- | -- | ------ | --- |
| 1                              | Kaori Sakamoto       | Japan                  | 222,96 | 73,29 | 4  | 149,67 | 1   |
| 2                              | Isabeau Levito       | Vereinigte Staaten     | 212,16 | 73,73 | 2  | 138,43 | 2   |
| 3                              | Kim Chae-yeon        | Südkorea               | 203,59 | 66,91 | 6  | 136,68 | 3   |
| 4                              | Loena Hendrickx      | Belgien                | 200,25 | 76,98 | 1  | 123,27 | 8   |
| 5                              | Kimmy Repond         | Schweiz                | 196,02 | 62,64 | 12 | 133,38 | 4   |
| 6                              | Lee Hae-in           | Südkorea               | 195,48 | 73,55 | 3  | 121,93 | 12  |
| 7                              | Mone Chiba           | Japan                  | 195,46 | 62,64 | 13 | 132,82 | 5   |
| 8                              | Hana Yoshida         | Japan                  | 194,93 | 64,56 | 8  | 130,37 | 6   |
| 9                              | Livia Kaiser         | Schweiz                | 187,24 | 64,05 | 10 | 123,19 | 9   |
| 10                             | Amber Glenn          | Vereinigte Staaten     | 186,53 | 64,53 | 9  | 122,00 | 11  |
| 11                             | Jekatierina Kurakowa | Polen                  | 184,76 | 62,34 | 14 | 122,42 | 10  |
| 12                             | You Young            | Südkorea               | 183,35 | 67,37 | 5  | 115,98 | 14  |
| 13                             | Anastassia Gubanowa  | Georgien               | 182,42 | 58,66 | 20 | 123,76 | 7   |
| 14                             | Olga Mikutina        | Österreich             | 177,76 | 60,77 | 16 | 116,99 | 13  |
| 15                             | Nina Pinzarrone      | Belgien                | 177,46 | 64,04 | 11 | 113,42 | 16  |
| 16                             | Niina Petrõkina      | Estland                | 176,53 | 66,23 | 7  | 110,30 | 18  |
| 17                             | Lorine Schild        | Frankreich             | 172,90 | 59,41 | 18 | 113,49 | 15  |
| 18                             | Madeline Schizas     | Kanada                 | 171,78 | 59,65 | 17 | 112,13 | 17  |
| 19                             | Josefin Taljegård    | Schweden               | 167,47 | 61,55 | 15 | 105,92 | 20  |
| 20                             | Sarina Joos          | Italien                | 167,04 | 59,39 | 19 | 107,65 | 19  |
| 21                             | Nataly Langerbaur    | Estland                | 159,55 | 53,81 | 24 | 105,74 | 21  |
| 22                             | Ting Tzu-Han         | Chinesisch Taipeh      | 157,83 | 56,32 | 22 | 101,51 | 22  |
| 23                             | Mia Risa Gomez       | Norwegen               | 147,13 | 55,09 | 23 | 92,04  | 23  |
| 24                             | Nella Pelkonen       | Finnland               | 145,45 | 56,82 | 21 | 88,63  | 24  |
| Nicht für die Kür qualifiziert |                      |                        |        |       |    |        |     |
| 25                             | Nina Povey           | Vereinigtes Königreich | 53,50  | 53,50 | 25 | —      | —   |
| 26                             | Aleksandra Fejgin    | Bulgarien              | 53,33  | 53,33 | 26 | —      | —   |
| 27                             | Julia Sauter         | Rumänien               | 52,52  | 52,52 | 27 | —      | —   |
| 28                             | Eliška Březinová     | Tschechien             | 50,90  | 50,90 | 28 | —      | —   |
| 29                             | Kristina Isaev       | Deutschland            | 50,07  | 50,07 | 29 | —      | —   |
| 30                             | Vanesa Šelmeková     | Slowakei               | 48,94  | 48,94 | 30 | —      | —   |
| 31                             | Sofja Stepčenko      | Lettland               | 46,74  | 46,74 | 31 | —      | —   |
| 32                             | Mariia Seniuk        | Israel                 | 46,57  | 46,57 | 32 | —      | —   |
| 33                             | Anastasia Gracheva   | Moldau                 | 46,12  | 46,12 | 33 | —      | —   |
| 34                             | Anastassija Hoschwa  | Ukraine                | 40,28  | 40,28 | 34 | —      | —   |
| 35                             | Meda Variakojytė     | Litauen                | 40,04  | 40,04 | 35 | —      | —   |

### Paare
| Platz                          | Sportler                                      | Land                   | Gesamt | KP    | KP | Kür    | Kür |
| ------------------------------ | --------------------------------------------- | ---------------------- | ------ | ----- | -- | ------ | --- |
| 1                              | Deanna Stellato-Dudek / Maxime Deschamps      | Kanada                 | 221,56 | 77,48 | 1  | 144,08 | 2   |
| 2                              | Riku Miura / Ryūichi Kihara                   | Japan                  | 217,88 | 73,53 | 2  | 144,35 | 1   |
| 3                              | Minerva Fabienne Hase / Nikita Wolodin        | Deutschland            | 210,40 | 72,10 | 4  | 138,30 | 3   |
| 4                              | Maria Pavlova / Alexei Sviatchenko            | Ungarn                 | 204,60 | 68,01 | 6  | 136,59 | 4   |
| 5                              | Annika Hocke / Robert Kunkel                  | Deutschland            | 198,23 | 67,64 | 7  | 130,59 | 5   |
| 6                              | Sara Conti / Niccolò Macii                    | Italien                | 197,34 | 72,88 | 3  | 124,46 | 6   |
| 7                              | Anastassia Metelkina / Luka Berulawa          | Georgien               | 189,30 | 72,02 | 5  | 117,28 | 10  |
| 8                              | Lia Pereira / Trennt Michaud                  | Kanada                 | 186,93 | 64,83 | 9  | 122,10 | 7   |
| 9                              | Lucrezia Beccari / Matteo Guarise             | Italien                | 185,40 | 66,12 | 8  | 119,28 | 9   |
| 10                             | Anastasia Golubeva / Hektor Giotopoulos Moore | Australien             | 182,71 | 63,35 | 11 | 119,36 | 8   |
| 11                             | Emily Chan / Spencer Akira Howe               | Vereinigte Staaten     | 180,41 | 62,86 | 12 | 115,97 | 11  |
| 12                             | Ellie Kam / Daniel O’Shea                     | Vereinigte Staaten     | 175,44 | 64,44 | 10 | 112,58 | 13  |
| 13                             | Valentina Plazas / Maximiliano Fernandez      | Vereinigte Staaten     | 174,15 | 61,64 | 13 | 112,51 | 14  |
| 14                             | Daria Danilova / Michel Tsiba                 | Niederlande            | 172,24 | 59,07 | 17 | 113,17 | 12  |
| 15                             | Kelly Ann Laurin / Loucas Éthier              | Kanada                 | 169,48 | 60,18 | 14 | 109,30 | 15  |
| 16                             | Peng Cheng / Wang Lei                         | Volksrepublik China    | 165,67 | 59,50 | 15 | 106,17 | 16  |
| 17                             | Sofija Holitschenko / Artem Darenskyj         | Ukraine                | 159,39 | 59,34 | 16 | 100,05 | 18  |
| 18                             | Milania Väänänen / Filippo Clerici            | Finnland               | 156,02 | 55,40 | 19 | 100,62 | 17  |
| 19                             | Ioulia Chtchetinina / Michal Wozniak          | Polen                  | 155,91 | 56,24 | 18 | 99,67  | 19  |
| 20                             | Anastasia Vaipan-Law / Luke Digby             | Vereinigtes Königreich | 153,06 | 54,69 | 20 | 98,37  | 20  |
| Nicht für die Kür qualifiziert |                                               |                        |        |       |    |        |     |
| 21                             | Isabella Gamez / Alexander Korovin            | Philippinen            | 49,70  | 49,70 | 21 | —      | —   |
| 22                             | Sophia Schaller / Livio Mayr                  | Österreich             | 49,54  | 49,54 | 22 | —      | —   |
| 23                             | Greta Crafoord / John Crafoord                | Schweden               | 49,05  | 49,05 | 23 | —      | —   |
| 24                             | Federica Simioli / Alessandro Zarbo           | Tschechien             | 46,84  | 46,84 | 24 | —      | —   |

### Eistanz
| Platz                              | Sportler                                       | Land                   | Gesamt | RT    | RT | Kürtanz | Kürtanz |
| ---------------------------------- | ---------------------------------------------- | ---------------------- | ------ | ----- | -- | ------- | ------- |
| 1                                  | Madison Chock / Evan Bates                     | Vereinigte Staaten     | 222,20 | 90,08 | 1  | 132,12  | 2       |
| 2                                  | Piper Gilles / Paul Poirier                    | Kanada                 | 219,68 | 86,51 | 3  | 133,17  | 1       |
| 3                                  | Charlène Guignard / Marco Fabbri               | Italien                | 216,52 | 87,52 | 2  | 129,00  | 3       |
| 4                                  | Lilah Fear / Lewis Gibson                      | Vereinigtes Königreich | 210,92 | 84,60 | 4  | 126,32  | 4       |
| 5                                  | Marjorie Lajoie / Zachary Lagha                | Kanada                 | 208,01 | 82,30 | 5  | 125,71  | 5       |
| 6                                  | Allison Reed / Saulius Ambrulevičius           | Litauen                | 200,96 | 80,99 | 6  | 119,97  | 9       |
| 7                                  | Christina Carreira / Anthony Ponomarenko       | Vereinigte Staaten     | 200,32 | 79,26 | 8  | 121,06  | 7       |
| 8                                  | Evgenia Lopareva / Geoffrey Brissaud           | Frankreich             | 200,28 | 80,01 | 7  | 120,27  | 8       |
| 9                                  | Laurence Fournier Beaudry / Nikolaj Sørensen   | Kanada                 | 199,91 | 75,79 | 10 | 124,12  | 6       |
| 10                                 | Juulia Turkkila / Matthias Versluis            | Finnland               | 192,34 | 75,89 | 9  | 116,45  | 10      |
| 11                                 | Loïcia Demougeot / Théo le Mercier             | Frankreich             | 190,00 | 75,74 | 11 | 114,26  | 13      |
| 12                                 | Diana Davis / Gleb Smolkin                     | Georgien               | 188,34 | 74,46 | 12 | 113,88  | 14      |
| 13                                 | Kateřina Mrázková / Daniel Mrázek              | Tschechien             | 188,28 | 73,05 | 13 | 115,23  | 11      |
| 14                                 | Hannah Lim / Ye Quan                           | Südkorea               | 186,51 | 71,89 | 14 | 114,62  | 12      |
| 15                                 | Natálie Taschlerová / Filip Taschler           | Tschechien             | 180,17 | 68,25 | 18 | 111,92  | 15      |
| 16                                 | Yuka Orihara / Juho Pirinen                    | Finnland               | 175,99 | 68,66 | 17 | 107,33  | 16      |
| 17                                 | Holly Harris / Jason Chan                      | Australien             | 174,78 | 71,44 | 16 | 103,34  | 19      |
| 18                                 | Misato Komatsubara / Tim Koleto                | Japan                  | 173,90 | 66,92 | 20 | 106,98  | 17      |
| 19                                 | Olivia Smart / Tim Dieck                       | Spanien                | 173,53 | 71,81 | 15 | 101,72  | 20      |
| 20                                 | Carolane Soucisse / Shane Firus                | Irland                 | 171,67 | 68,04 | 19 | 103,63  | 18      |
| Nicht für den Kürtanz qualifiziert |                                                |                        |        |       |    |         |         |
| 21                                 | Phebe Bekker / James Hernandez                 | Vereinigtes Königreich | 66,39  | 66,39 | 21 | —       | —       |
| 22                                 | Jennifer Janse van Rensburg / Benjamin Steffan | Deutschland            | 65,86  | 65,86 | 22 | —       | —       |
| 23                                 | Emily Bratti / Ian Somerville                  | Vereinigte Staaten     | 65,21  | 65,21 | 23 | —       | —       |
| 24                                 | Mariia Ignateva / Danijil Leonyidovics Szemko  | Ungarn                 | 64,59  | 64,59 | 24 | —       | —       |
| 25                                 | Victoria Manni / Carlo Röthlisberger           | Italien                | 63,64  | 63,64 | 25 | —       | —       |
| 26                                 | Marija Holubzowa / Kyryl Bjelobrow             | Ukraine                | 63,30  | 63,30 | 26 | —       | —       |
| 27                                 | Anna Šimová / Kiril Aksenov                    | Slowakei               | 62,76  | 62,76 | 27 | —       | —       |
| 28                                 | Milla Ruud Reitan / Nikolaj Majorov            | Schweden               | 61,13  | 61,13 | 28 | —       | —       |
| 29                                 | Mariia Nosovitskaya / Mikhail Nosovitskiy      | Israel                 | 59,16  | 59,16 | 29 | —       | —       |
| 30                                 | Chen Xizi / Xing Jianing                       | Volksrepublik China    | 58,80  | 58,80 | 30 | —       | —       |
| 31                                 | Paulina Ramanauskaitė / Deividas Kizala        | Litauen                | 58,52  | 58,52 | 31 | —       | —       |
| 32                                 | Gina Zehnder / Beda Leon Sieber                | Schweiz                | 58,19  | 58,19 | 32 | —       | —       |
| 33                                 | Solène Mazingue / Marko Jevgeni Gaidajenko     | Estland                | 57,09  | 57,09 | 33 | —       | —       |
| 34                                 | Olivia Oliver / Filip Bojanowski               | Polen                  | 54,19  | 54,19 | 34 | —       | —       |
| 35                                 | Hanna Jakucs / Alessio Galli                   | Niederlande            | 51,99  | 51,99 | 35 | —       | —       |
| 36                                 | Adrienne Carhart / Oleksandr Kolosovskyi       | Aserbaidschan          | 49,56  | 49,56 | 36 | —       | —       |